# Grebenzen
Grebenzen är ett berg i Österrike.   Det ligger i distriktet Murau och förbundslandet Steiermark, i den centrala delen av landet, 200 km sydväst om huvudstaden Wien. Toppen på Grebenzen är 1 892 meter över havet, eller 712 meter över den omgivande terrängen. Bredden vid basen är 17,0 km.
Terrängen runt Grebenzen är huvudsakligen kuperad. Närmaste större samhälle är Friesach, 10,3 km sydost om Grebenzen. 
I omgivningarna runt Grebenzen växer i huvudsak blandskog. Runt Grebenzen är det ganska glesbefolkat, med 38 invånare per kvadratkilometer.